# كلية اللاهوت القبطية
كلية اللاهوت القبطية هي مؤسسة تابعة للكنيسة القبطية الأرثوذكسية بالإسكندرية ومقرها القاهرة ولها فروع ومعاهد تابعة في جميع أنحاء العالم. تؤكد الكلية على الاستمرارية التاريخية مع المدرسة التعليمية التاريخية بالإسكندرية في القرنين الثاني والثالث، ويعتبر تأسيسه عام 1893 بمثابة إعادة تأسيس لهذه المدرسة.
ومن بين مديري المدرسة اللاهوتية القبطية في القاهرة يوسف منقاريوس من عام 1893 إلى عام 1918، وحبيب جرجس. ومن بين الخريجين البابا شنودة الثالث بطريرك الإسكندرية.

## تاريخ
ظلت المدرسة الأصلية في الإسكندرية قائمة حتى أغلقها الإمبراطور البيزنطي في مجمع خلقيدونية. وأصبح مركز تعليم الكنيسة القبطية دير الأنبا مقار في وادي النطرون 90كم شمال القاهرة. وفي عام 1893 أعيد تأسيس الكلية اللاهوتية بالإسكندرية بتعليم الأطفال في بعض كنائس القاهرة وقاعات المدارس القبطية، ولها اليوم فروع في القاهرة وسيدني ونيوجيرسي ولوس أنجلوس.